# OnklP
Pål Tøien (født 12. maj 1984 i Lillehammer, Oppland i Norge), mest kendt under artistnavnet OnklP er en norsk rapper fra Oppland i Norge, og medlem af rapkollektivet Dirty Oppland. 
Han har udgivet to plader sammen med en anden Dirty Oppland-rapper, Jaa9 (Johnny E. Silseth). Sammen vandt de Alarmprisen 2005 i klassen hip hop for albummet Sjåre Brymæ fra 2004, hvor de blandt andet hittede med nummeret "Kjendisparty, hvor de sviner en masse kendte nordmænd til. På albummet gæstede kendte rappere som Jørg-1 (Sånn er livet), Nico D (Tar det lenger), Rune Rudberg (Stank ass ho del 2), Organism 12 & Nasty Kutt) (Holla), Defekt (Brekk det ned). I 2005 kom OnklP ud med sit eget album, Det Kunne Vært Deg på pladeselskabet Pass It. Dette har et andet lydbilde end på tidligere udgivelser fra OnklP. 

## Diskografi

### Dirty Oppland
- Greatest Hits (2004)

### Jaa9 & OnklP
- Bondegrammatikk - The mixtape (2003)
- Sjåre Brymæ (2004)

### Soloalbum
- Det kunne vært deg (2005)